# Antoni Kozakiewicz

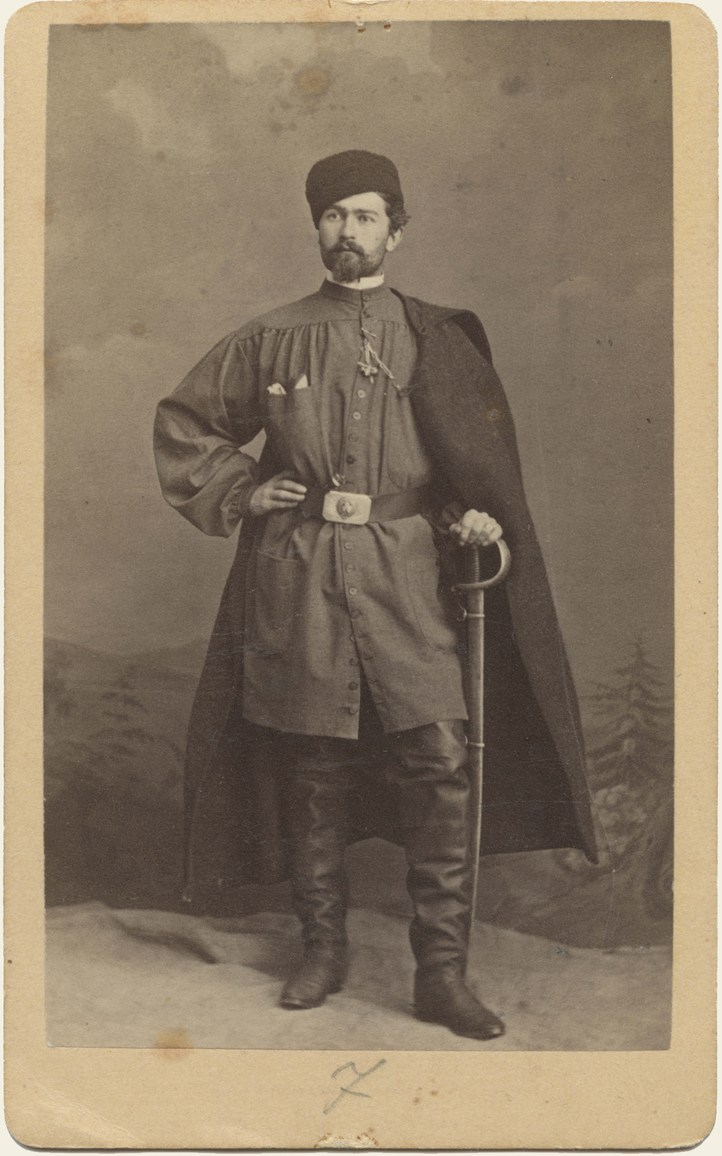
Antoni Kozakiewicz trong bộ đồng phục khi tham gia cuộc Khởi nghĩa Tháng Giêng (1863)

Antoni Kozakiewicz (sinh ngày 13 tháng 6 năm 1841 tại Kraków - mất ngày 3 tháng 1 năm 1929 tại Kraków) là một họa sĩ vẽ tranh sinh hoạt theo phong cách hiện thực người Ba Lan.

## Tiểu sử
Kozakiewicz bắt đầu học vẽ tại Học viện Mỹ thuật Kraków vào năm 1857, làm học trò của Władysław Łuszczkiewicz và một số họa sĩ khác. Ông tốt nghiệp vào năm 1866.
Kozakiewicz phải mất thêm thời gian để hoàn thành khóa học của mình bởi vì ông đã tham gia cuộc Khởi nghĩa Tháng Giêng vào năm 1863. Việc này khiến ông bị quân đội Nga bắt và bỏ tù cho đến khi cuộc khởi nghĩa kết thúc. Sau khi tốt nghiệp, ông tiếp tục theo học tại Học viện Mỹ thuật ở Vienna.
Năm 1871, nhờ được cấp Học bổng Hoàng gia nên Kozakiewicz có thể đi học tiếp tại Học viện Mỹ thuật Munich. Ông cùng Franz Streitt và Aleksander Kotsis mở xưởng vẽ và cả ba thường đi du lịch vẽ tranh cùng nhau ở vùng núi Bavaria. Tại đây, ông gặt hái được nhiều thành công nên quyết định lưu lại. Ông ở đây trong gần ba mươi năm, mặc dù vẫn thường xuyên về thăm Ba Lan.
Từ năm 1900 đến năm 1905, Kozakiewicz sống ở Warsaw nhưng không đạt được thành công như ở Bavaria. Cuối cùng ông bị lãng quên nên đành lui về làng nghỉ mát Szczawnica. Một số nguồn cho biết năm mất của ông là 1912, đây có thể là năm ông ngừng vẽ và/hoặc ngừng triển lãm. Ông trở lại Kraków và sống ở đây trong một thời gian ngắn trước khi mất.
Nhiều tác phẩm đầu tay của Kozakiewicz tả về cuộc Khởi nghĩa Tháng Giêng. Tại Munich, ông vẽ hàng loạt tác phẩm mô tả cuộc sống thường ngày của người nông dân Ba Lan, người Do Thái và người Gypsi. Ông cũng vẽ minh họa cho nhiều truyện thiếu nhi và cho bài thơ Pan Tadeusz của Adam Mickiewicz. Ông cũng vẽ tranh chân dung và tranh phong cảnh. Anh trai của ông là Piotr Kozakiewicz (1836-1893), là một nhà điêu khắc nổi tiếng.

## Tranh tiêu biểu

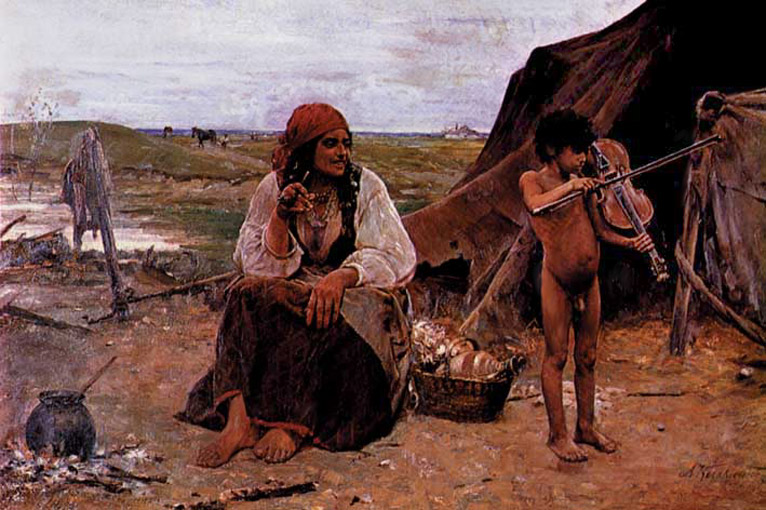
Bậc thầy nhỏ tuổi
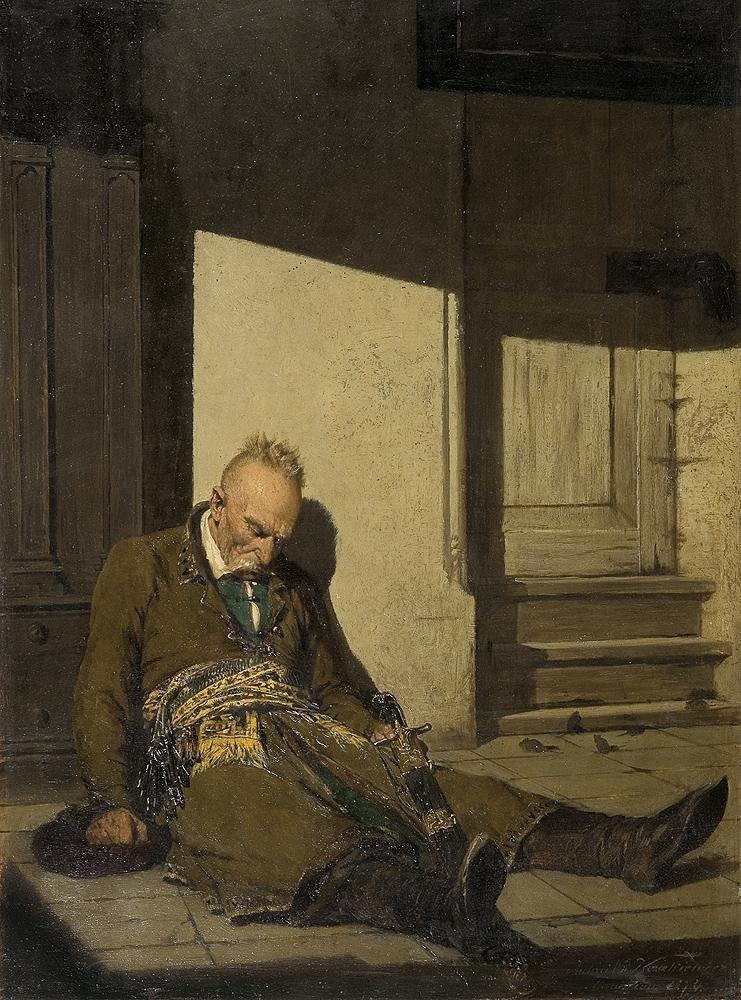
Gerwazy ngủ mê, từ Pan Tadeusz
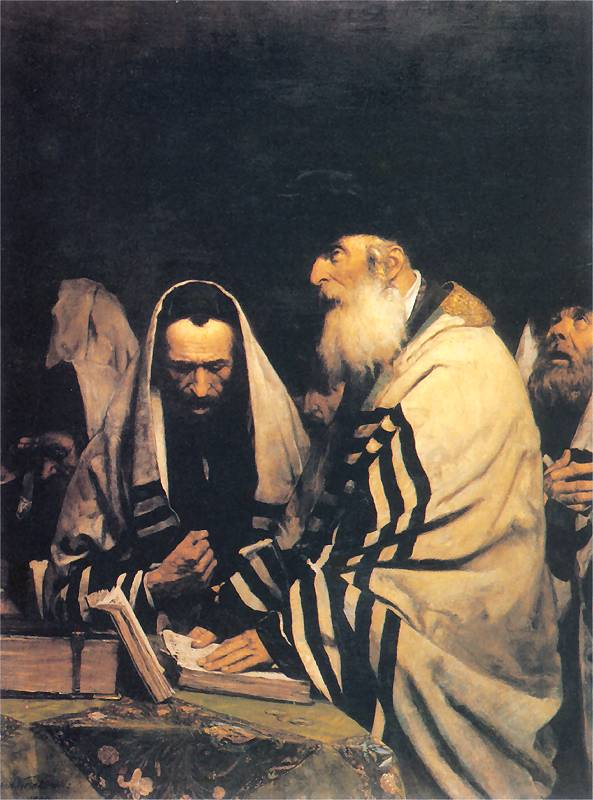
Người Do Thái đang cầu nguyện
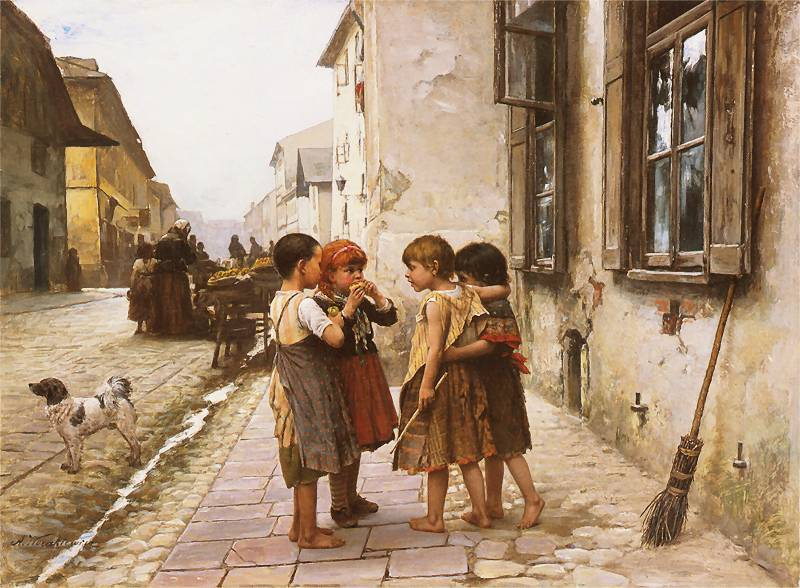
Trên phố